# Sluneční vítr

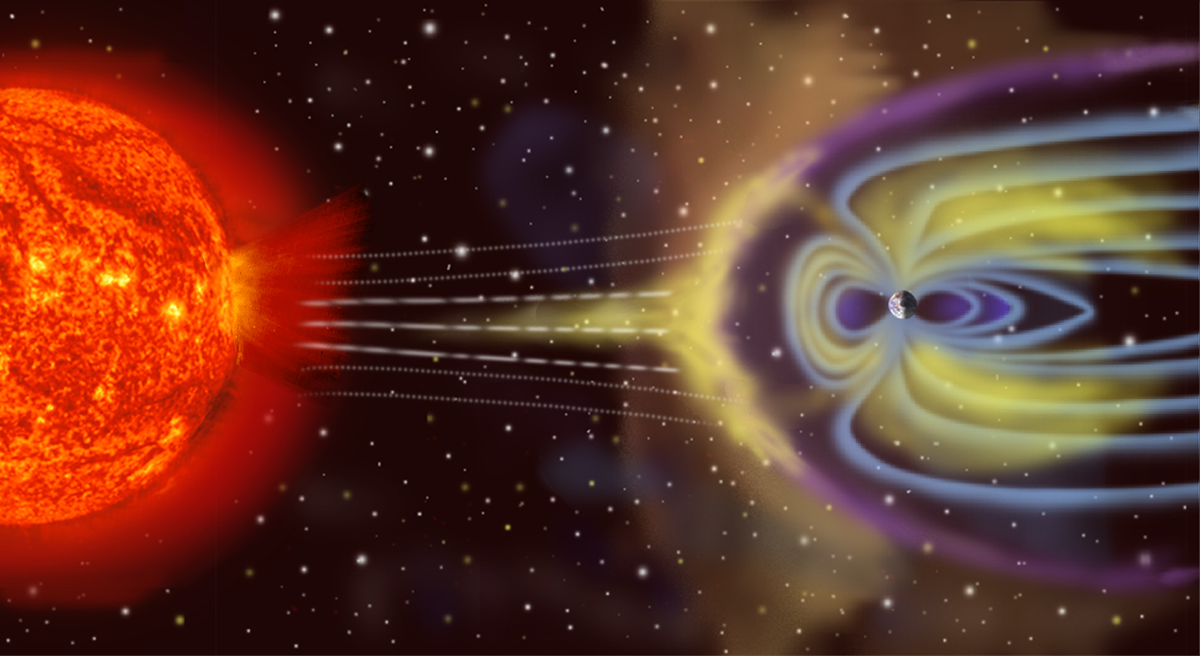
Sluneční vítr –⁠⁠⁠⁠⁠⁠ abstrakce

Sluneční vítr je proud částic, který vychází ze Slunce. Má obvykle rychlost asi 450 km/s (1,5 ‰ rychlosti světla). Pochází-li z jiných hvězd než z našeho Slunce, je nazýván hvězdný vítr.
Zdrojem slunečního větru je sluneční korona. Její teplota je tak vysoká, že zdejší částice mají vysokou energii a sluneční gravitace je zde nedokáže udržet. Dodnes však není objasněn mechanismus, jak mohou být částice slunečního větru urychlovány na tak vysokou rychlost.

## Složení slunečního větru
Sluneční vítr obsahuje:
- protony
- částice alfa (jádra hélia)
- elektrony

## Vliv na Zemi
Intenzita slunečního větru se zvyšuje po velkých slunečních erupcích. Sluneční vítr interaguje s magnetickými poli planet a komet. Způsobuje ionizaci zemské atmosféry, která se projevuje výskytem polární záře, poruchou příjmu na krátkých rádiových vlnách (Dellingerův efekt) či kolísáním a výpadky v elektrické síti.
Planeta Země je před slunečním větrem částečně chráněna svým magnetickým polem (popis viz obrázek). Pomocí detektoru částic na sondě NASA Polar bylo rovněž dokázáno, že sluneční vítr je zodpovědný za únik plynů ze zemské atmosféry, zejména kyslíku.

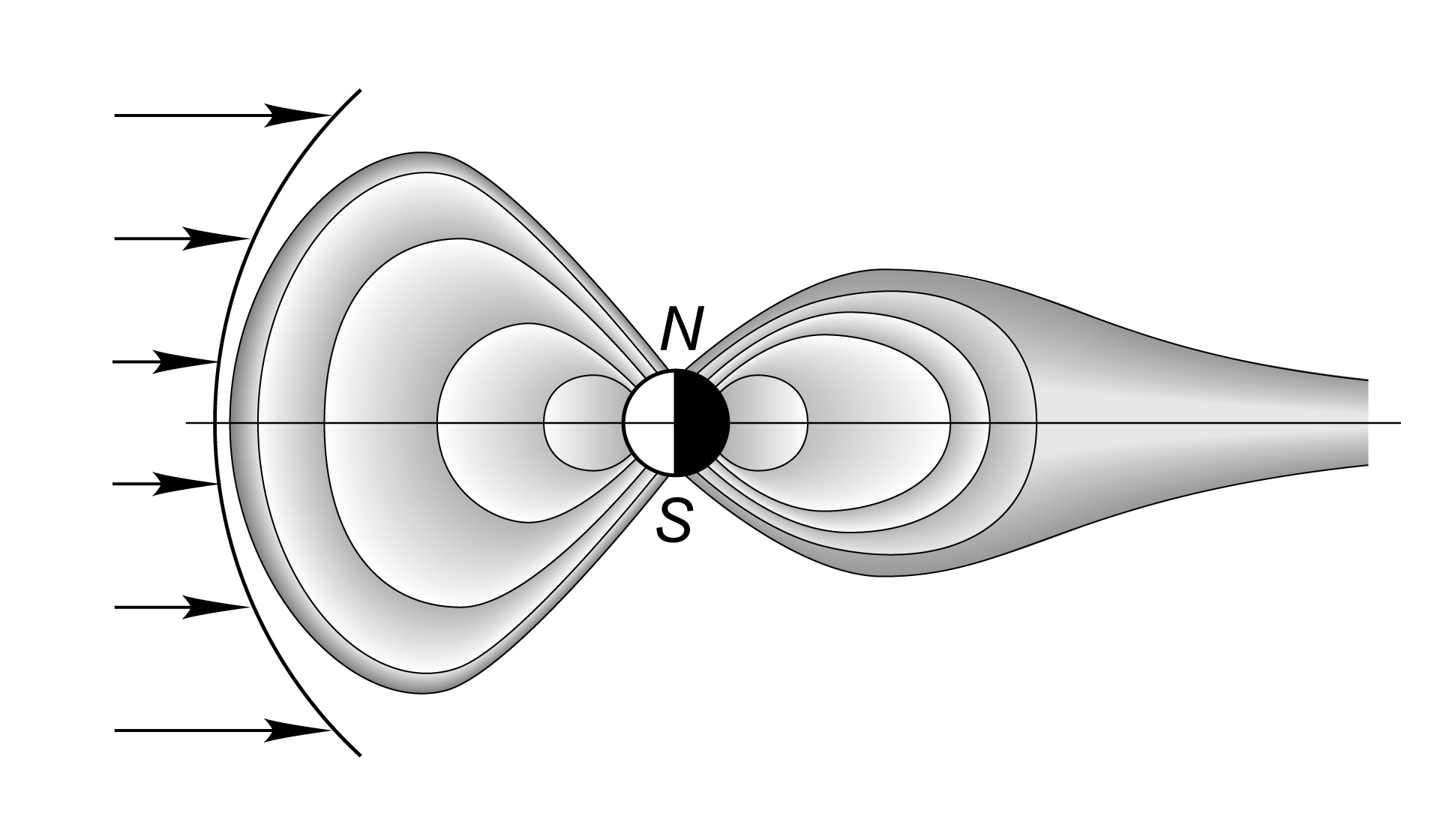
Sluneční vítr v magnetosféře

## Využití pro kosmické cestování
Sluneční vítr nehraje v podstatě žádnou roli pro připravované sluneční plachetnice, protože jeho tlak je velmi malý oproti tlaku slunečního záření (asi 10 000krát menší).

## Výzkumné družice
Zkoumání slunečního větru bylo prováděno v rámci obsáhlejšího vědeckého programu na družicích HEOS (ESRO) a celou řadou družic USA Explorer. Výzkum probíhal i v rámci programu Apollo na Měsíci.

### Seznam družic monitorujících sluneční aktivitu
Aktivní družice
- SOHO (Solar and Heliospheric Observatory) – od 2. prosince 1995
- ACE (Advanced Composition Explorer) – od 25. srpna 1997
- STEREO A, STEREO B (Solar Terrestrial Relations Observatory) – od 	26. října 2006
- SDO (Solar Dynamics Observatory) – od 11. února 2010
- GOES (Geostationary Operational Environmental Satellites)
- WIND – od 1. listopadu 1994
- Parker Solar Probe - od 12. srpna 2018 (start)

Neaktivní družice
- Ulysses – od 6. října 1990 do 30. června 2009
- Genesis – 8. srpna 2001 do 8. září 2004
- TRACE (Transition Region and Coronal Explorer) – od 2. dubna 1998 do 21. června 2010[1]